# 黒井峯遺跡
黒井峯遺跡（くろいみねいせき）は、群馬県渋川市中郷・北牧（旧北群馬郡子持村）にある古墳時代後期（6世紀前半）の集落遺跡。国の史跡に指定されている。

## 概要
子持山麓の吾妻川北岸の河岸段丘上に存在する東西約700メートル・南北400メートルの集落遺跡である。集落は榛名山の大噴火による大量の軽石・火山灰の噴出によって火災や倒壊を起こす間もなく、ほぼ瞬時に壊滅・埋没したと推定されている。
1982年（昭和57年）に軽石を採石中に竪穴建物跡や古墳の跡が発見されたことをきっかけに調査が行われた。1.5から2.5メートルの厚さの軽石層に覆われた、古墳時代後期の遺構面から、竪穴建物・掘立柱建物（平地建物や高床建物）の遺構や田畠・家畜小屋・祭祀場および周囲を囲む柴垣の遺構が明確な形で確認された。これらの遺構により当時の集落の風景や建物の構造の立体的な復原が可能になった。
古墳時代後期のある年月日の生活面（遺構面）が瞬間的に埋没し、分厚い堆積物のために後世の掘削や削平の影響を受けずに残存したため、他の遺跡では削平されて残存しづらい平地建物などの遺構が明瞭に検出された。そこで検出された建物の遺構は、竪穴建物5軒・高床建物8棟に対し平地建物が36棟と圧倒的に多く、竪穴建物が主流と見なされやすい古代集落の建物の構成や、集落景観を検討する際に考慮すべき成果であると指摘されている。
須恵器などの出土品は渋川市赤城歴史資料館にて展示されている。
火山災害直前の古墳時代集落の姿を具体的に明らかにした遺跡として、1993年（平成5年）4月2日に国の史跡に指定された。

## ギャラリー

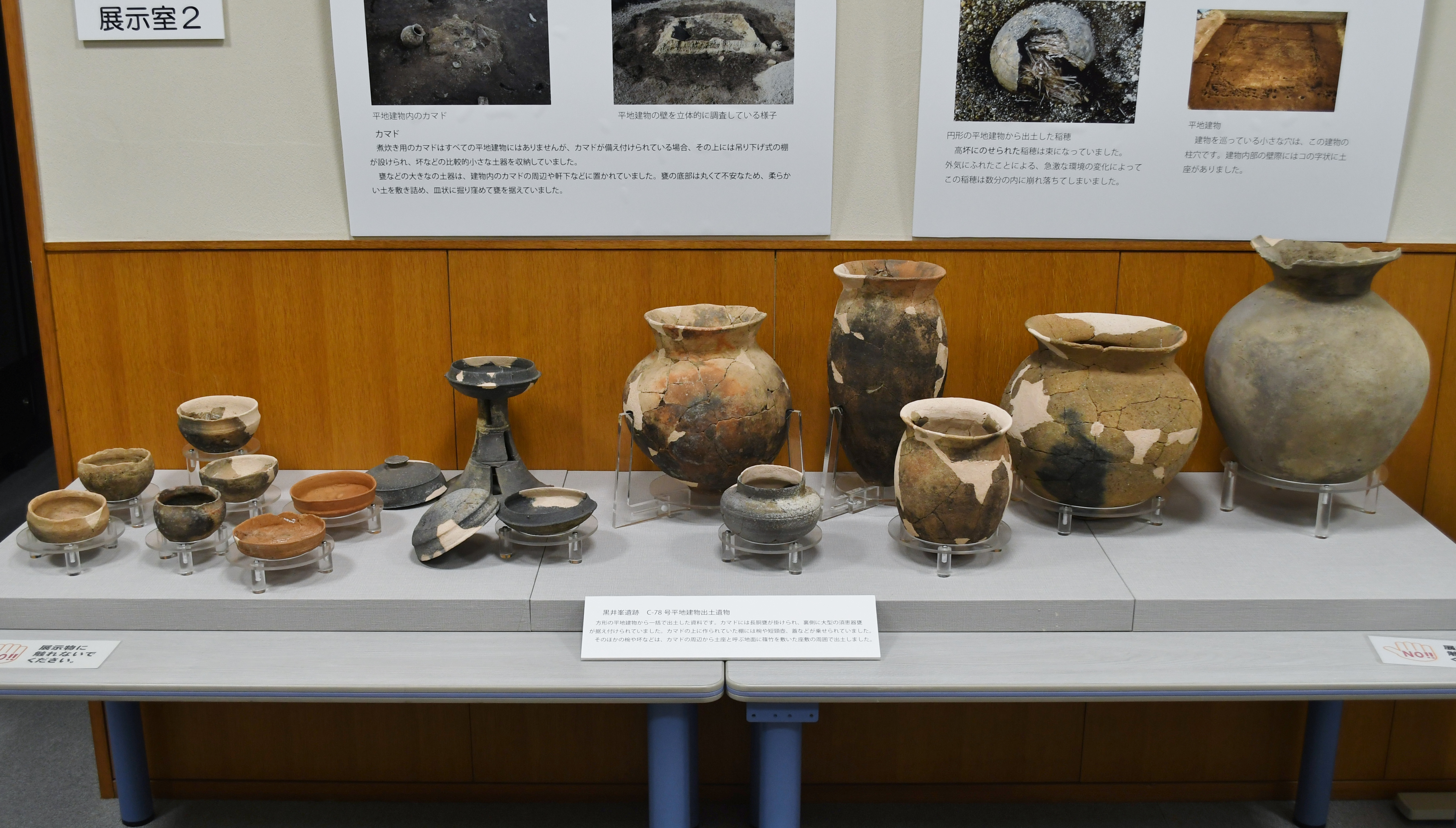
出土土器 渋川市埋蔵文化財センター展示。